# Górnik Zabrze w sezonie 2008/2009
Sezon 2008/2009 klubu Górnik Zabrze.

## Sezon
Nic nie zapowiadało, że będzie to dla zabrzan jeden z najgorszych sezonów. W ostatnich latach Górnik kilkukrotnie walczył o utrzymanie, zapewniając je sobie nawet w ostatniej kolejce, lecz były to czasy, gdy klub borykał się z problemami finansowymi. Tymczasem wyniki sportowe osiągnęły dramatyczny poziom, kiedy czternastokrotny Mistrz Polski po okresie niepewności uzyskał organizacyjną stabilizację.
Przed rozpoczęciem nowego sezonu większościowym udziałowcem klubu został Allianz Polska, w związku z czym przed drużyną, która poprzednie rozgrywki zakończyła na 8. pozycji, postawiono cel jakim jest uplasowanie się wśród pięciu najlepszych uczestników Ekstraklasy. Ponadto w 2008 przypadł jubileusz 60-lecia klubu, którego główne obchody miały miejsce w przededniu ligowej potyczki z warszawską Legią oraz 14 grudnia, czyli w dniu założenia Górnika.
Drużyna rozpoczęła sezon nieudanie, w czterech meczach notując jeden remis i trzy porażki, nie zdobywając przy tym gola. Kiepskie wyniki pociągnęły za sobą szereg zmian, z klubem pożegnali się kolejno trener Ryszard Wieczorek (jego obowiązki tymczasowo przejął Marcin Bochynek), prezes Ryszard Szuster (p.o. prezesa został Jędrzej Jędrych, któremu stanowisko prezesa powierzono w grudniu) oraz dyrektor ds. sportowych Krzysztof Hetmański.
Nowym trenerem Górnika mianowano Henryka Kasperczaka (asystentami zostali Antoni Szymanowski oraz Jerzy Kowalik), jednak nie wpłynęło to na poprawę osiąganych przez zespół wyników. Drużyna do końca rundy spisywała się słabo (m.in. pierwszy raz w historii nie strzelając gola w meczu wyjazdowym) i na koniec roku w ligowej tabeli zajmowała ostatnie miejsce, po drodze odpadając z obu rozgrywek pucharowych. Wymusiło to na włodarzach klubu przeprowadzenie zmian w składzie. Na początek pożegnano kilku obcokrajowców, a w przerwie zimowej rozwiązano kontrakty z dwoma weteranami – drużynę opuścili Tomasz Hajto i Jerzy Brzęczek. Kadrę wzmocniono sprowadzając Adama Banasia, Damiana Gorawskiego, Mariusza Przybylskiego, Pawła Strąka oraz Roberta Szczota.
Zmiany personalne nie przyniosły spodziewanych rezultatów. Mimo że drużyna w rundzie wiosennej zdobywała więcej punktów, długo utrzymywała się na ostatnim miejscu i do samego końca nie była pewna ligowego bytu. W 30. kolejce Górnik uległ na własnym stadionie Polonii Warszawa i drugi w historii klubu spadek z ekstraklasy stał się faktem. 3 czerwca 2009 za porozumieniem stron rozwiązano umowę z trenerem Kasperczakiem, który nie wykonał postawionego przed nim zadania utrzymania zespołu w najwyższej klasie rozgrywkowej.

## Rozgrywki
- Ekstraklasa: 15. miejsce (spadek)[12]
- Puchar Polski: 1/8 finału
- Puchar Ekstraklasy: faza grupowa
- Młoda Ekstraklasa: 5. miejsce

## Wyniki
|    | Dzień                |   | Przeciwnik            | Wynik   | Rozgrywki                     | Strzelcy bramek                      |
| -- | -------------------- | - | --------------------- | ------- | ----------------------------- | ------------------------------------ |
| 1  | 10 sierpnia 2008     | D | Ruch Chorzów          | 0:0     | Ekstraklasa, kolejka 1        |                                      |
| 2  | 15 sierpnia 2008     | W | Arka Gdynia           | 0:1     | Ekstraklasa, kolejka 2        |                                      |
| 3  | 23 sierpnia 2008     | W | Lech Poznań           | 0:3     | Ekstraklasa, kolejka 3        |                                      |
| 4  | 31 sierpnia 2008     | D | Legia Warszawa        | 0:3     | Ekstraklasa, kolejka 4        |                                      |
| 5  | 4 września 2008      | W | Ruch Chorzów          | 0:0     | Puchar Ekstraklasy, kolejka 1 |                                      |
| 6  | 7 września 2008      | D | Odra Wodzisław Śląski | 1:3     | Puchar Ekstraklasy, kolejka 2 | Kołodziej 25                         |
| 7  | 14 września 2008     | D | Piast Gliwice         | 1:0     | Ekstraklasa, kolejka 5        | Madejski 11                          |
| 8  | 19 września 2008     | D | Śląsk Wrocław         | 1:2     | Ekstraklasa, kolejka 6        | Brzęczek 55                          |
| 9  | 23 września 2008     | W | GKS Katowice          | 4:3 pd. | Puchar Polski, 1/16 finału    | Madejski 32, 39, 112, Wodecki 78     |
| 10 | 26 września 2008     | W | Polonia Bytom         | 0:2     | Ekstraklasa, kolejka 7        |                                      |
| 11 | 5 października 2008  | D | Wisła Kraków          | 1:1     | Ekstraklasa, kolejka 8        | Pitry 54                             |
| 12 | 8 października 2008  | D | Polonia Bytom         | 2:0     | Puchar Ekstraklasy, kolejka 3 | Wodecki 62, Jacek Broniewicz 69 sam. |
| 13 | 12 października 2008 | D | Ruch Chorzów          | 1:1     | Puchar Ekstraklasy, kolejka 4 | Pitry 90                             |
| 14 | 19 października 2008 | W | Lechia Gdańsk         | 0:1     | Ekstraklasa, kolejka 9        |                                      |
| 15 | 25 października 2008 | D | ŁKS Łódź              | 2:0     | Ekstraklasa, kolejka 10       | Zahorski 19, Bajić 84                |
| 16 | 29 października 2008 | W | Wisła Kraków          | 1:2     | Puchar Polski, 1/8 finału     | Léo 5                                |
| 17 | 2 listopada 2008     | D | GKS Bełchatów         | 2:3     | Ekstraklasa, kolejka 11       | Bonin 31, Madejski 63                |
| 18 | 9 listopada 2008     | W | Odra Wodzisław Śląski | 0:0     | Ekstraklasa, kolejka 12       |                                      |
| 19 | 12 listopada 2008    | W | Jagiellonia Białystok | 0:1     | Ekstraklasa, kolejka 13       |                                      |
| 20 | 16 listopada 2008    | D | Cracovia              | 0:2     | Ekstraklasa, kolejka 14       |                                      |
| 21 | 19 listopada 2008    | W | Odra Wodzisław Śląski | 0:0     | Puchar Ekstraklasy, kolejka 5 |                                      |
| 22 | 22 listopada 2008    | W | Polonia Warszawa      | 0:2     | Ekstraklasa, kolejka 15       |                                      |
| 23 | 25 listopada 2008    | W | Polonia Bytom         | 2:0     | Puchar Ekstraklasy, kolejka 6 | Furczyk 25, Zahorski 40              |
| 24 | 28 listopada 2008    | W | GKS Bełchatów         | 0:1     | Ekstraklasa, kolejka 16       |                                      |
| 25 | 6 grudnia 2008       | D | Jagiellonia Białystok | 1:0     | Ekstraklasa, kolejka 17       | Kołodziej 54                         |
| 26 | 28 lutego 2009       | W | Ruch Chorzów          | 1:0     | Ekstraklasa, kolejka 18       | A. Banaś 47                          |
| 27 | 6 marca 2009         | D | Arka Gdynia           | 2:2     | Ekstraklasa, kolejka 19       | Gorawski 28, Szczot 80               |
| 28 | 15 marca 2009        | D | Lech Poznań           | 1:1     | Ekstraklasa, kolejka 20       | A. Marciniak 54                      |
| 29 | 20 marca 2009        | W | Legia Warszawa        | 0:0     | Ekstraklasa, kolejka 21       |                                      |
| 30 | 3 kwietnia 2009      | W | Piast Gliwice         | 0:1     | Ekstraklasa, kolejka 22       |                                      |
| 31 | 9 kwietnia 2009      | W | Śląsk Wrocław         | 1:1     | Ekstraklasa, kolejka 23       | A. Banaś 17                          |
| 32 | 18 kwietnia 2009     | D | Polonia Bytom         | 2:0     | Ekstraklasa, kolejka 24       | A. Banaś 52, Jarka 58                |
| 33 | 24 kwietnia 2009     | W | Wisła Kraków          | 1:3     | Ekstraklasa, kolejka 25       | A. Banaś 14                          |
| 34 | 2 maja 2009          | D | Lechia Gdańsk         | 2:0     | Ekstraklasa, kolejka 26       | Magiera 9, Kołodziej 86              |
| 35 | 9 maja 2009          | W | ŁKS Łódź              | 0:2     | Ekstraklasa, kolejka 27       |                                      |
| 36 | 16 maja 2009         | D | Odra Wodzisław Śląski | 2:0     | Ekstraklasa, kolejka 28       | Kołodziej 43, J. Kowalczyk 44 sam.   |
| 37 | 23 maja 2009         | W | Cracovia              | 0:0     | Ekstraklasa, kolejka 29       |                                      |
| 38 | 30 maja 2009         | D | Polonia Warszawa      | 0:1     | Ekstraklasa, kolejka 30       |                                      |

- D – dom
- W – wyjazd

## Skład i ustawienie zespołu
| W SEZONIE 2008/2009    |       |          |                |       |      |
| Imię i nazwisko        | Numer | Kraj     | Data urodzenia | Mecze | Gole |
| Trener                 |       |          |                |       |      |
| Ryszard Wieczorek      |       | Polska   | 25.01.1962     | 4     |      |
| Marcin Bochynek        |       | Polska   | 25.01.1962     | 3     |      |
| Henryk Kasperczak      |       | Polska   | 10.07.1946     | 31    |      |
| Bramkarze              |       |          |                |       |      |
| Tomasz Laskowski       | 12    | Polska   | 17.12.1984     | 0     | 0    |
| Sebastian Nowak        | 82    | Polska   | 13.01.1982     | 26    | 0    |
| Łukasz Skorupski       | 28    | Polska   | 05.05.1991     | 0     | 0    |
| Michal Václavík        | 1     | Czechy   | 03.04.1976     | 14    | 0    |
| Obrońcy                |       |          |                |       |      |
| Adam Banaś             | 25    | Polska   | 25.12.1982     | 12    | 4    |
| Adam Danch             | 26    | Polska   | 15.12.1987     | 29    | 0    |
| Mariusz Gancarczyk     | 20    | Polska   | 05.11.1988     | 9     | 0    |
| Tomasz Hajto           | 7     | Polska   | 16.10.1972     | 18    | 0    |
| Marek Krotofil         |       | Polska   | 16.09.1989     | 2     | 0    |
| Mariusz Magiera        | 21    | Polska   | 25.08.1984     | 26    | 1    |
| Adam Marciniak         |       | Polska   | 28.09.1988     | 5     | 1    |
| Tadas Papečkys         | 6     | Litwa    | 28.09.1978     | 11    | 0    |
| Patrik Pavlenda        | 3     | Słowacja | 03.05.1982     | 4     | 0    |
| Michał Pazdan          | 2     | Polska   | 21.09.1987     | 33    | 0    |
| Willy Rivas            | 23    | Peru     | 04.06.1985     | 7     | 0    |
| Māris Smirnovs         | 31    | Łotwa    | 02.06.1976     | 18    | 0    |
| Kamil Szymura          |       | Polska   | 16.08.1990     | 2     | 0    |
| Pomocnicy              |       |          |                |       |      |
| Marko Bajić            | 25    | Serbia   | 28.09.1985     | 14    | 1    |
| Grzegorz Bonin         | 5     | Polska   | 02.12.1983     | 34    | 1    |
| Jerzy Brzęczek         | 10    | Polska   | 18.03.1971     | 19    | 1    |
| Damian Furczyk         |       | Polska   | 11.11.1987     | 2     | 1    |
| Damian Gorawski        |       | Polska   | 04.01.1979     | 6     | 1    |
| Przemysław Grajek      |       | Polska   | 25.04.1987     | 1     | 0    |
| Marius Kižys           | 27    | Litwa    | 21.02.1982     | 18    | 0    |
| Dariusz Kołodziej      | 15    | Polska   | 17.04.1982     | 29    | 4    |
| Bartłomiej Maciejewski |       | Polska   | 28.10.1987     | 1     | 0    |
| Piotr Madejski         | 8     | Polska   | 02.08.1983     | 28    | 5    |
| Piotr Malinowski       | 4     | Polska   | 25.03.1984     | 17    | 0    |
| Mariusz Przybylski     | 19    | Polska   | 19.01.1982     | 13    | 0    |
| Paweł Strąk            | 18    | Polska   | 24.03.1983     | 13    | 0    |
| Robert Szczot          | 7     | Polska   | 31.01.1982     | 13    | 1    |
| Napastnicy             |       |          |                |       |      |
| Damian Gajewski        |       | Polska   | 30.06.1988     | 3     | 0    |
| Dawid Jarka            | 11    | Polska   | 15.08.1987     | 8     | 1    |
| Léo Markovsky          | 13    | Brazylia | 29.08.1983     | 13    | 1    |
| Przemysław Pitry       | 9     | Polska   | 11.09.1981     | 33    | 2    |
| Marcin Wodecki         | 24    | Polska   | 14.01.1988     | 16    | 2    |
| Tomasz Zahorski        | 22    | Polska   | 22.11.1984     | 28    | 2    |

## Transfery
| Zawodnik          | Poprzedni klub                          |
| ----------------- | --------------------------------------- |
| Tomasz Laskowski  | Kmita Zabierzów (powrót z wypożyczenia) |
| Michal Václavík   | Zagłębie Lubin                          |
| Łukasz Skorupski  | MSPN Górnik Zabrze                      |
| Grzegorz Bonin    | Korona Kielce                           |
| Dariusz Kołodziej | Podbeskidzie Bielsko-Biała              |
| Willy Rivas       | Club Universitario de Deportes          |
| Przemysław Pitry  | Lech Poznań                             |
| Léo Markovsky     | CA Bragantino                           |
| Dawid Gajewski    | Młoda Ekstraklasa                       |

| Zawodnik           | Następny klub                        |
| ------------------ | ------------------------------------ |
| Konrad Gołoś       | Wisła Kraków (powrót z wypożyczenia) |
| Piotr Gierczak     | Odra Wodzisław Śląski                |
| Tomasz Moskal      | Odra Wodzisław Śląski                |
| Dawid Jarka        | Łódzki KS                            |
| Dariusz Stachowiak | Łódzki KS                            |
| Mateusz Sławik     |                                      |
| Boris Peškovič     | Associação Académica de Coimbra      |
| Mariusz Pawelec    | Śląsk Wrocław                        |
| Piotr Ruszkul      | GKP Gorzów Wielkopolski              |

| Zawodnik           | Poprzedni klub                    |
| ------------------ | --------------------------------- |
| Adam Banaś         | Piast Gliwice                     |
| Adam Marciniak     | Łódzki KS (powrót z wypożyczenia) |
| Dawid Jarka        | Łódzki KS (powrót z wypożyczenia) |
| Damian Gorawski    | Szynnik Jarosław                  |
| Mariusz Przybylski | Polonia Bytom                     |
| Paweł Strąk        | SV Ried im Innkreis 1912          |
| Robert Szczot      | Jagiellonia Białystok             |
| Marek Krotofil     | Młoda Ekstraklasa                 |

| Zawodnik         | Następny klub              |
| ---------------- | -------------------------- |
| Tomasz Hajto     | Łódzki KS                  |
| Patrik Pavlenda  | FC ViOn Zlaté Moravce      |
| Jerzy Brzęczek   | Polonia Bytom              |
| Marcin Wodecki   | Odra Wodzisław Śląski      |
| Tadas Papečkys   | Łódzki KS                  |
| Marko Bajić      | Lechia Gdańsk              |
| Piotr Malinowski | Podbeskidzie Bielsko-Biała |
| Léo Markovsky    |                            |
| Willy Rivas      |                            |
| Dawid Gajewski   | Rozwój Katowice            |
| Tomasz Laskowski | Młoda Ekstraklasa          |

Kursywą zaznaczone nazwiska zawodników wypożyczonych.